# Karabin TPG-1
 Karabin TPG-1 (niem. TPG - Taktisches Präzisionsgewehr, pol. taktyczny karabin precyzyjny) – niemiecki powtarzalny karabin wyborowy produkowany przez firmę Unique Alpine AG.

## Opis
TPG-1 jest bronią powtarzalną, z czterotaktowym zamkiem ślizgowo-obrotowym. Zasilany z magazynka o pojemności 5 naboi. Występuje w 10 wersjach różniących się od siebie kalibrem, długością lufy oraz rodzajem amunicji. Z tego względu może znaleźć zastosowanie jako broń sportowa, myśliwska, wojskowa lub policyjna. Ze względu na precyzję wykonania, ceny najprostszych wersji tego karabinu zaczynają się od 5000 euro.
TPG-1 może stanowić dobre rozwiązanie dla strzelców sportowych do strzelań na dalekie dystanse lub do benchrestu. Może być również z powodzeniem wykorzystywany przez myśliwych pasjonujących się varmintingiem oraz polowaniami w górach i na rozległych terenach.